# في-1
في 1 أو فاو-1 V1 (بالألمانية: Vergeltungswaffe 1) وتعني «سلاح الانتقام»، وعرف اختصاراً باسم V-1، هي قنبلة طائرة ومن أوائل الصواريخ الجوالة في التاريخ العسكري، استعمل للمرة الأولى من قبل الألمان لقصف بريطانيا خلال الحرب العالمية الثانية من يوم 13 يونيو 1944 وحتى 29 مارس 1945، وبعد يومين من آخر قصف باستعمال هذا الصاروخ استخدمت ألمانيا النازية صاروخ فاو-2 (V2).

## التفكيك
أول ضابط تفكيك قنابل أبطل مفعول فاو-1 كان جون بيلكنتون هدسون في عام 1944.